# Romain Puso
Pas d'image ? Cliquez ici

a Compétitions nationales et continentales officielles uniquement.

b Matchs officiels uniquement.
Romain Puso, appelé aussi l’homme dans le rétro, né le 16 décembre 1997 à Carcassonne, est un joueur de rugby à XIII français évoluant au poste de centre ou de deuxième ligne. Formé à Limoux, il y fait ses débuts en Championnat de France en 2014 et y remporte deux titres de Championnat en 2016 et 2017.  Enfin, il connaît une sélection avec l'équipe de France contre la Serbie fin 2018.

## Biographie
En 2021, dans le cadre d'une rencontre de préparation des Dragons Catalans, il est sélectionné dans le XIII du Président réunissant les meilleurs éléments du Championnat de France.

## Palmarès
- Collectif :
  - Vainqueur du Championnat de France : 2016 et 2017 (Limoux).
  - Finaliste du Championnat de France : 2018 (Limoux).
  - Finaliste de la Coupe de France : 2016 et 2018 (Limoux).

### Détails en sélection
| 1. | 7 octobre 2018 | Serbie | 54-2 | Amical | Centre | 0 | 0 | 0 | 0 |

### En club
| Saison    | Club   | Compétition           | Matchs | Points | Essais | Goals | Drops |
| --------- | ------ | --------------------- | ------ | ------ | ------ | ----- | ----- |
| 2014-2015 | Limoux | Championnat de France | 1      | -      | -      | -     | -     |
| 2015-2016 | Limoux | Championnat de France | 11     | 24     | 6      | -     | -     |
| 2016-2017 | Limoux | Championnat de France | 10     | 4      | 1      | -     | -     |
| 2017-2018 | Limoux | Championnat de France | 5      | 12     | 3      | -     | -     |
| 2018-2019 | Limoux | Championnat de France | 16     | 20     | 5      | -     | -     |
| 2019-2020 | Limoux | Championnat de France | 12     | 20     | 5      | -     | -     |
| 2020-2021 | Limoux | Championnat de France | 2      | 4      | 1      | -     | -     |